# Киино
Киино — деревня в Бабаевском районе Вологодской области. Административный центр Центрального сельского поселения.
С точки зрения административно-территориального деления — центр Центрального сельсовета.
Расположена на левом берегу реки Колошма. Расстояние по автодороге до районного центра Бабаево составляет 88 км. Ближайшие населённые пункты — Кябелево, Морозово, Петраково.
Население по данным переписи 2002 года — 175 человек (92 мужчины, 83 женщины). Преобладающая национальность — русские (97 %).